# Incendie du métro de Montréal
L'incendie du métro de Montréal est un sinistre survenu le 9 décembre 1971 dans le métro montréalais. Le bilan fut d'un mort ainsi que 5 millions CAD de dommages.

## L'incendie
Le drame trouve son origine dans la collision accidentelle de deux rames MR-63 dans l'arrière-gare de la station Henri-Bourassa, alors terminus de la ligne orange. La collision déclenche un incendie, tandis que le conducteur de l'une des rames, Gérard Maccarone, âgé 40 ans, est pris au piège dans sa cabine de conduite.
L'appel d'urgence est lancé par la Société de transport de Montréal à 22h27. Les équipes de pompiers de Montréal, dépêchées sur place, s'engagent dans le tunnel mais rebroussent chemin en raison de la fumée âpre qui l'a envahi. Lorsque la troisième alarme est lancée, c'est le directeur René Plaisance qui prend le commandement. Ne trouvant aucune autre solution, le directeur décide d'inonder le tunnel jusqu'à la hauteur des pneus des wagons.  Le feu devient alors maîtrisable mais les pompiers n'arrivent toujours pas à pénétrer les lieux et s'évanouissent un à un à cause du haut degré de toxicité. Leur progression est également freinée par l'éclatement des pneus de l'intégralité des rames ainsi que de la chute de blocs de béton de la voûte, phénomènes liés à la chaleur. Quatre rames de métro vont brûler pendant 19 heures et l'incendie prend finalement 30 heures à être maîtrisé.
Le conducteur de la rame, M.Maccarone, perd la vie dans la tragédie. De plus, quelque 24 voitures de métro sont détruites, tandis que les stations Henri-Bourassa et Sauvé subissent des dommages importants.

## L'enquête
En 1972, une enquête donne lieu à une inspection générale du réseau et on apporte alors plusieurs correctifs de sécurité, notamment: la réduction à 15 km/h des rames exécutant une manœuvre de rebroussement, l'exigence que les deux opérateurs se tiennent debout pour la durée de cette manœuvre, et l'installation des dispositifs pour la lutte contre l'incendie.